# Das Aleph
Das Aleph (span. Originaltitel El Aleph) ist eine Erzählung des argentinischen Schriftstellers Jorge Luis Borges aus dem gleichnamigen Erzählband von 1949.

## Inhalt
Wie in einigen Erzählungen von Borges hört auch der Protagonist von „Das Aleph“ auf denselben Namen wie sein Autor. Dieser fiktionalisierte Borges berichtet dem Leser zu Beginn der Geschichte vom Tod Beatriz Elena Viterbos, einer von ihm verehrten Bekannten. Um die Erinnerung an die Angebetete wach zu halten, besucht der Ich-Erzähler einmal jährlich Haus und Familie der Verstorbenen. So kommt er in Kontakt mit Viterbos Cousin Carlos Argentino Daneri, einem blasierten und untalentierten Lyriker, der es sich zur Aufgabe gemacht hat, ein episches Gedicht zu schreiben, das jeden Ort der Welt im Detail beschreibt. Daneri kommentiert in Gesprächen mit Borges das eigene Werk ausschweifend und bittet ihn gar, seine Beziehungen einzusetzen, um einen anderen Autor für das Vorwort des exorbitanten Gedichts zu gewinnen. Der Protagonist sagt ihm seine Hilfe lediglich zum Schein zu.
Als eines Tages das Haus von Daneri abgerissen werden soll, offenbart sich dieser Borges: Im Keller seines Hauses befände sich ein Aleph, wobei es sich um einen Punkt im Raum handle, der alle Punkte der Welt in sich enthalte. Das Aleph dürfe jedoch unter keinen Umständen vernichtet werden, da Daneri sonst sein Gedicht nicht vollenden könne. Auch wenn er zunächst ungläubig bleibt, so macht Borges sich doch auf, um das vermeintliche Aleph selbst in Augenschein zu nehmen. Im Dunkel des Kellers erblickt er schließlich das Unglaubliche: „[Ich] sah das Aleph aus allen Richtungen zugleich, sah im Aleph die Erde und in der Erde abermals das Aleph und im Aleph die Erde, sah mein Gesicht und meine Eingeweide, sah dein Gesicht und fühlte Schwindel und weinte, weil meine Augen diesen geheimen und gemutmaßten Gegenstand erschaut hatten, dessen Namen die Menschen in Beschlag nehmen, den aber kein Mensch je erblickt hat: das unfaßliche Universum.“
Daneris Haus wird schließlich abgerissen und das Aleph zerstört. In einem Nachtrag äußert der Ich-Erzähler seinen Verdacht, dass es sich bei dem Aleph in Daneris Keller um ein „falsches“ Aleph gehandelt haben müsse, da es in der Literatur Hinweise auf weitere derartige Punkte gäbe.